# بخش ایکوا
بخش ایکوا (به سوئدی: Eksjö kommun) یک ناحیه شهری در سوئد است که در شهرستان یونشوپینگ واقع شده‌است.

## خواهرخوانده
شهرهای نویزس، Karis، Ærø Municipality و اشنفردینگن خواهرخوانده‌های بخش ایکوا هستند.